# Lambert Sustris

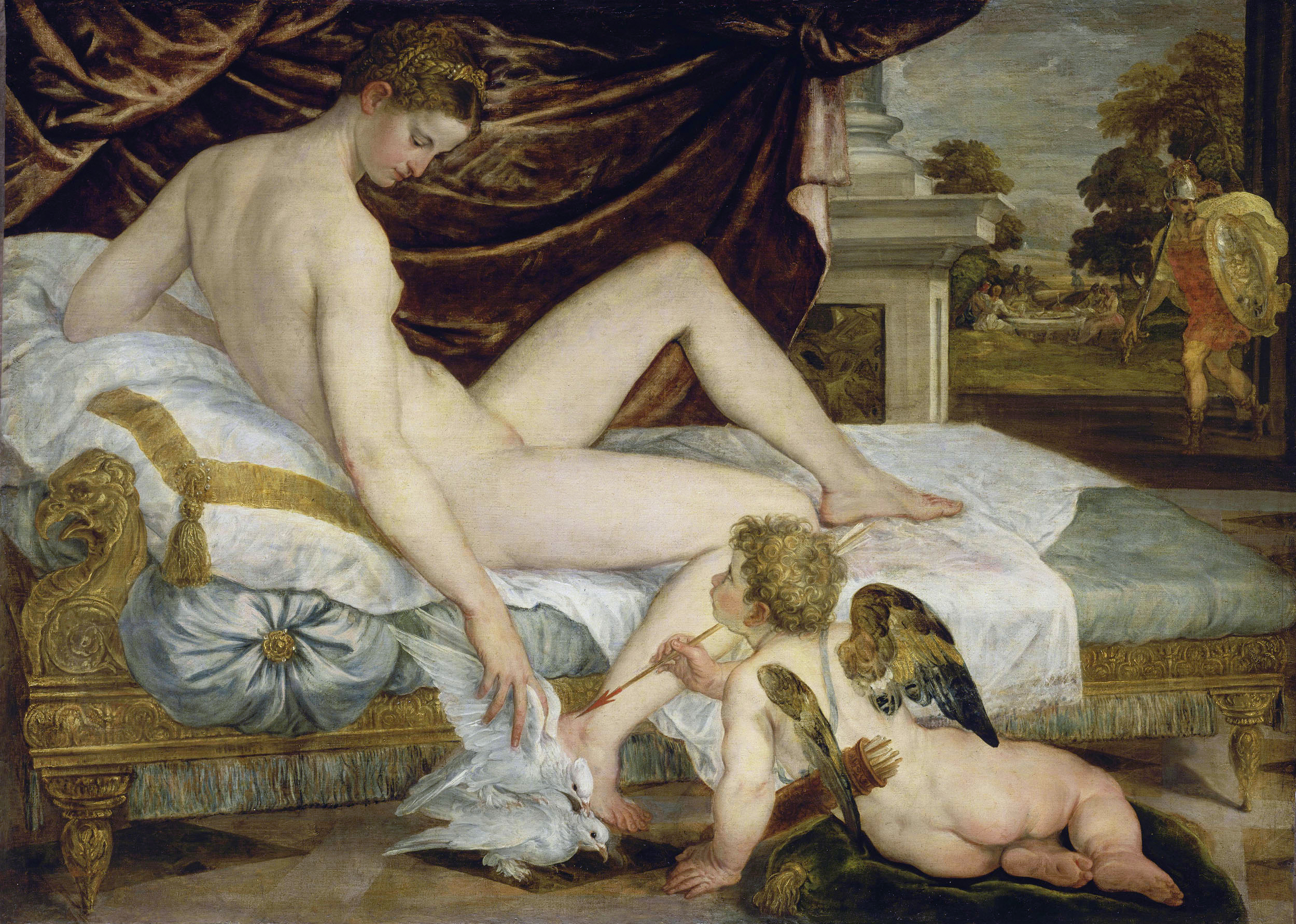
Mars, Venus en Cupido, ca. 1550, Louvre, Parijs

Lambert Sustris (Amsterdam, ca. 1515 - Venetië?, ca. 1591) was een Nederlands kunstschilder. Hij ontving zijn opleiding in zijn geboorteplaats en was vermoedelijk een leerling van Jan van Scorel. Sustris vervaardigde portretten en landschappen en maakte religieuze, historische en allegorische werken. Hij was de vader van de kunstschilder, bouwmeester en ontwerper Friedrich Sustris.

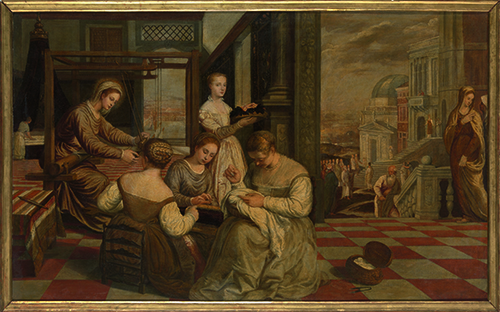
Maria weeft de kleren van Christus, 1540-1560, uit de collectie van The Phoebus Foundation

Sustris was voornamelijk actief in Italië, eerst in Rome (ca. 1530 - 1535), daarna in Venetië (1535 - 1548), waar hij werkte in het atelier van Titiaan en diens invloed onderging en die van het Venetiaanse en Florentijnse maniërisme. In die periode was hij ook werkzaam in Padua, waar hij werkte aan de decoratie van palazzo's en villa's. Na 1548 was hij in Augsburg, mogelijk in het gezelschap van Titiaan, en trad hij als hofschilder in dienst van keizer Karel V.